# Фараон (филм)
Фараон (пољ. Faraon) је историјска драма пољског редитеља Јержи Кавалеровица, снимљена 1966. године по истоименом роману пољског књижевника Болеслава Пруса. Филм је приказан на Канском фестивалу 1966. године, а 1967. године номинован је за Оскара за најбољи страни филм. Са чак 7 милиона продатих биоскопских улазница, био је један од финансијски најуспешнијих пољских филмова свих времена. Фараон је међу 21 дигитално рестаурираних филмова које је Мартин Скорсезе уврстио у ремек дела пољске кинематографије.

## Радња
Млади фараон, Рамзес XIII, намерава да реформише Стари Египат. Државна благајна је празна, аристократија презадужена, војска малобројна, а фараон сведен на пуку марионету у рукама свештеника, пошто је сва земља и државна администрација у рукама великих храмова. Врховни свештеник Херхор му се супротставља. Борба за моћ између њих је фокус филма. Друге теме укључују пријатељство са свештеником Пентуером, љубав према Сари, лепој Јеврејки и Ками, феничанској свештеници. То је такође прича о тајном пакту са Асиријом, помрачењу Сунца и како су га свештеници злоупотребили да савладају бобуњену народну масу, као и о убиству Рамзеса XIII од стране његовог двојника. Историјска фреска универзалног значења која открива механизме моћи и утицаја религије на друштвени живот.

## Анализа и критика
Године 1966. Кавалеровиц је режирао један од најбољих пољских историјских филмова, Фараон, номинован за Оскара 1967. у категорији најбољег страног филма. Сценарио Кавалеровица и Тадеуша Конвицког прати прослављени роман Болеслава Пруса о младом фараону (Јержи Зелник) који покушава да модернизује Египат, али је поражен од његових антагониста — свемоћних египатских свештеника. Кавалеровицев историјски еп, огроман по пољским стандардима, још увек осваја публику не само због своје теме, већ углавном због своје велике формалне лепоте: ајзенштајновске композиције кадра (кинематографија Јержија Војцика), стилизованих гестова и покрета глумаца и креативног дизајна.